# Pseudonapomyza ustyurtica
Pseudonapomyza ustyurtica este o specie de muște din genul Pseudonapomyza, familia Agromyzidae, descrisă de Zlobin în anul 2002.
Este endemică în Kazakhstan. Conform Catalogue of Life specia Pseudonapomyza ustyurtica nu are subspecii cunoscute.